# Erf (Rechtsbegriff)

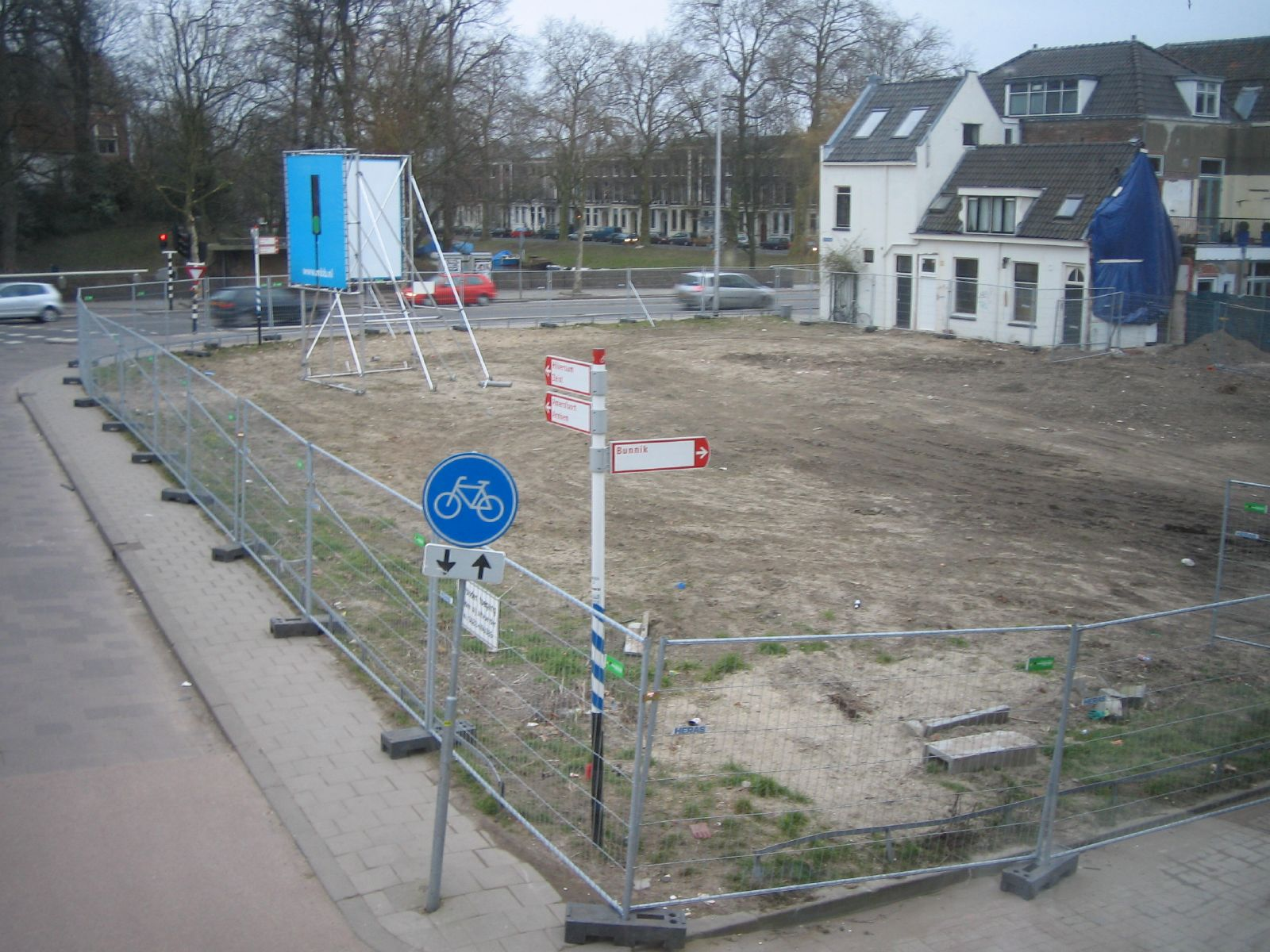
Leerer Erf in Utrecht

Erf (plural Erven) ist der in Namibia, Südafrika und auch Eswatini genutzte Rechtsbegriff, mit dem Grundstücke im rechtlichen Sinne, die im Grundbuch (englisch Deeds Register) registriert sind, bezeichnet werden. Das Wort entstammt dem Afrikaans und entspricht etymologisch dem deutschen Wort Erbe.
Dem gegenüber stehen Farmen als landwirtschaftliche Grundstücke und Plot als landwirtschaftliche Grundstücke von weniger als 100 Hektar.

## Südafrika
Paragraph 102 des südafrikanischen Deeds Registries Act, 1937 gibt folgende Definition (Übersetzung aus dem Englischen):
Erf beschreibt jedes Stück Land, das als Erf, Abschnittsfläche, Flurstück oder Liegenschaft bei einem Grundbuchamt registriert ist; dies schließt jedes definierte Stück Land, das nicht für eine Nutzung als öffentliches Land vorgesehen ist, in einem Gebiet, das als Ansiedlung geplant ist, mit ein; dies ist unabhängig davon, ob eine formale Anerkennung, Genehmigung oder Erklärung als solches vorliegt oder nicht.

## Namibia
Paragraph 1 des namibischen Deeds Registries Act, 2015 (Act No. 14 of 2015) gibt eine inhaltlich identische Definition.